# Politikåret 1832

## Händelser
- 4 juni – Genom Reform Act 1832 utökas antalet röstberättigade i Storbritannien.[1]

### Fotnoter
1. ↑  ”Building Britain: The Great Reform Act”. 2 oktober 1832. http://news.bbc.co.uk/2/hi/programmes/bbc_parliament/3159652.stm. Läst 30 juli 2015.